# Erupção vulcaniana

Erupção vulcânica: 1 pluma de cinzas, 2 lapilli, 3 fonte de lava, 4 queda de cinzas vulcânicas, 5 bomba vulcânica, 6 fluxo de lava, 7 camadas de lava e cinzas, 8 estrato, 9 soleira, 10 conduto de magma, 11 câmara de magma, 12 dique

Uma erupção vulcaniana é um tipo de erupção vulcânica caracterizada por uma densa nuvem de gás carregado de cinzas que explode da cratera e sobe bem acima do pico. Elas geralmente começam com erupções freatomagmáticas que podem ser extremamente barulhentas devido à ascensão do magma que aquece a água no solo. Isso geralmente é seguido pela limpeza explosiva da abertura e a coluna de erupção fica cinza suja ou preta, à medida que rochas velhas e desgastadas são expelidas da abertura. À medida que a abertura se dissipa, outras nuvens de cinzas tornam-se branco-acinzentadas e de cor cremosa, com convoluções de cinzas semelhantes às das erupções plinianas. As erupções vulcanianas apresentam diversas características comuns. A massa de rocha ejetada durante a erupção é geralmente entre 102 e 106 toneladas e contém uma alta proporção de ejecta (> 50%). Durante períodos ativos de atividade vulcânica, os intervalos entre explosões variam de menos de 1 minuto (por exemplo, a do Anak Krakatoa) a cerca de um dia. Os fluxos piroclásticos também são características comuns deste tipo de erupção. A fase de fluxo de gás das erupções vulcânicas é caracterizada por explosões discretas semelhantes a canhões. Essas expulsões de gás podem atingir velocidades supersônicas resultando em ondas de choque.